# Kasanga
El kasanga (Cassanga) o Haal és una llengua senegambiana de Guinea Bissau. Actualment està en perill d'extinció, ja que es troba en procés de substitució pel portuguès o el crioll de Guinea Bissau.